# Домбоки
До́мбоки — село в Україні, у Закарпатській області, Мукачівському районі.

## Історія
В колишньому урочищі Багно розташовувалися кургани (місцева назва — горбки). Досліджувалися в кінці ХІХ століттях Т.Легоцьким. Кургани зараховано до давньослов'янських.
У 1833 р. Шенборн заснував на цих землях села хутор Вербник-Домбоки. Центральний хутір Вербник знаходився біля Латориці, на Вербницькій польовій дорозі, уздовж якої насадили волоські горіхи. На початку дороги збудували гуральню, за нею — маштальню з робочою худобою, за нею — тваринницький комплекс, де відгодовували бичків, свиней, овець. Наприкінці території стояв великий господарський двір зі скиртами сіна, машинами, плугами, підводами, молотарками. З іншого боку дороги стояли будинки для селян, що тут працювали. Хутір мав також столярню для виготовлення вікон і дверей, колесарню. Тут же жили особисті кучери управляючого барона Ковнера, сам він мешкав у Мукачеві. Пізніше управителями були Петро Дешко (1829—1867) і Михайло Бокшай (1867—1885), Ілля Гомичко.

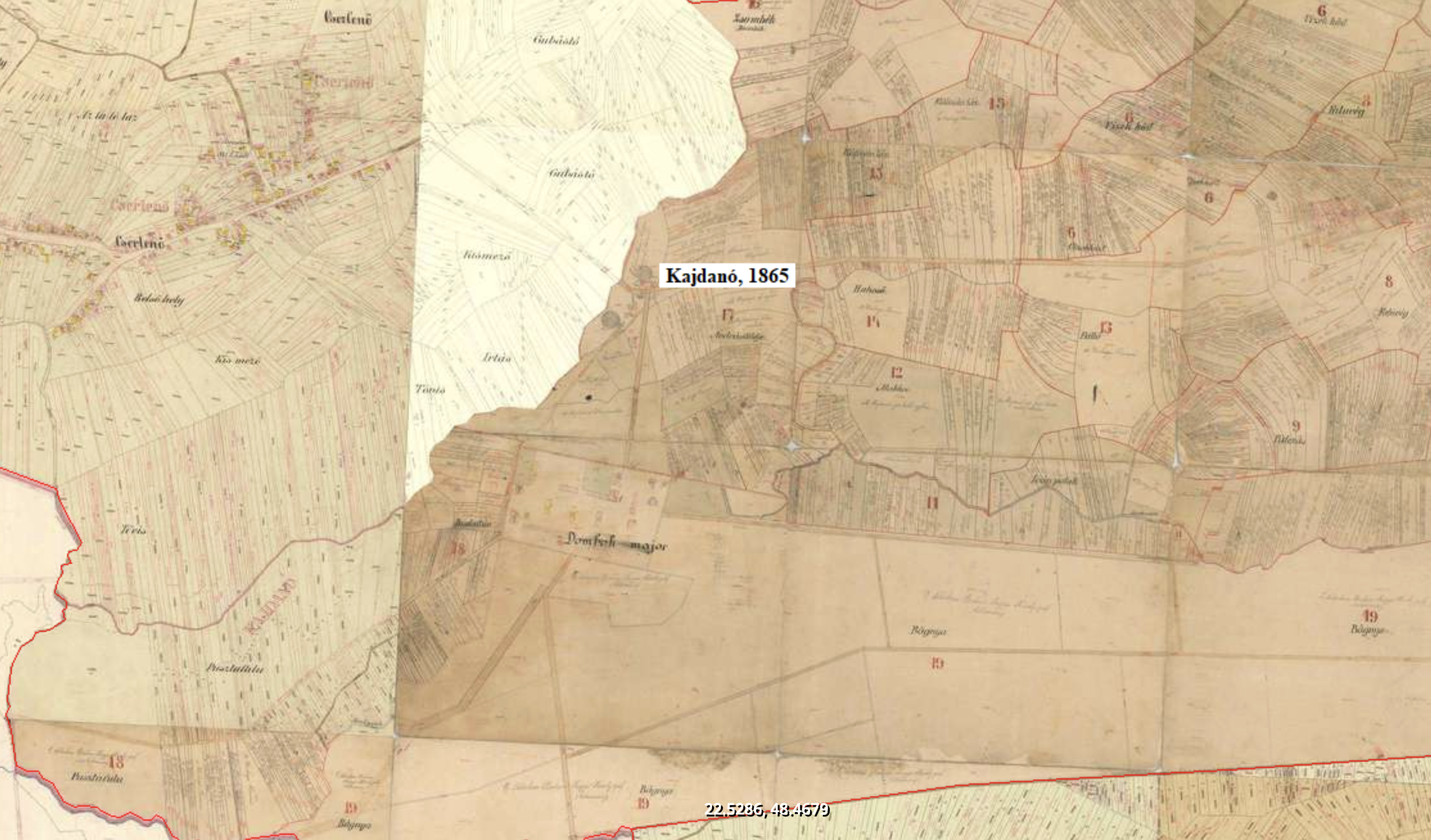

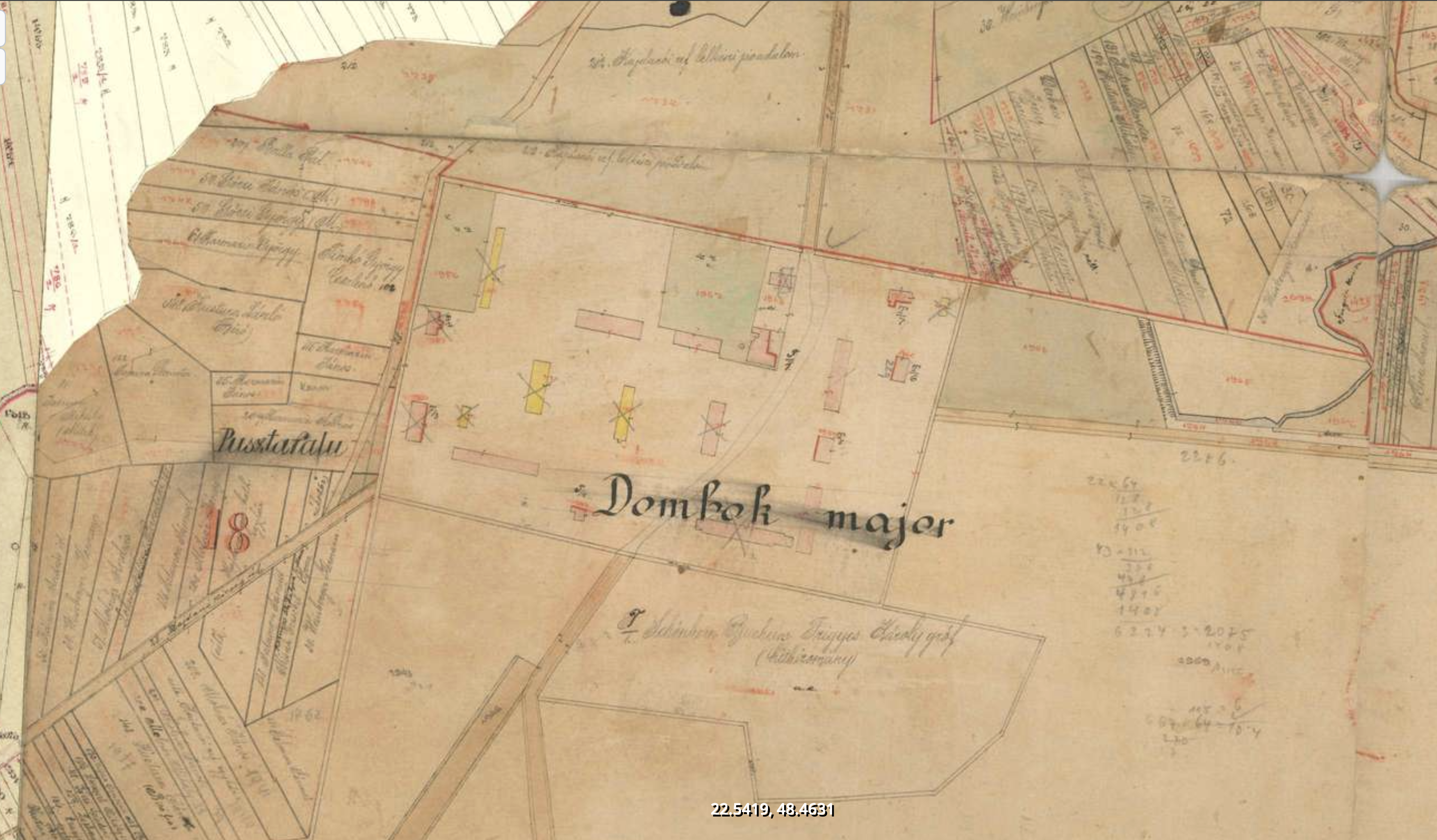

Монастир та церква Успіння пр. богородиці. 1930-і.
У 1932 р. будівлі та територію господарської школи, що перейшла в інше місце, закупили батьки священика І. Карбованця, щоб відкрити там жіночий монастир. Допоміг у цьому архімандрит Олексій Кабалюк, який віддав все своє майно монастиреві, а також зібрав пожертви у багатих парохіях для розбудови монастиря.
Протоієрей В. Коломацький виготовив документацію й очолив перебудову. Іконостас вирізьбив відомий майстер І. Павлишинець з помічником Василем Лендєлом з Ракошина, який згодом сам зробив малий вівтар для ікони Богоматері, а також вирізьбив хрест.
За СРСР, у 1959 р. монастир закрили. Церкву перетворили на сипанець. Домову церкву та церкву Благовіщення зруйнували. Іконостас єпархія продала, щоб його не знищили.
У 1993 р. частину будівель та землі повернуто монастиреві. Почали повертатися монашки. Відновили церкву, однак вона приблизно на 2 м нижча, ніж. була.
Збудовано нову каплицю. Монастиреві повернуто чудотворну ікону «Скоропослушниця».
Неподалік від основного корпусу — поховання о. Івана Карбованця.

## Населення
Згідно з переписом УРСР 1989 року чисельність наявного населення села становила 495 осіб, з яких 244 чоловіки та 251 жінка.
За переписом населення 2001 року в селі мешкало 493 осіб.

### Мова
Розподіл населення за рідною мовою за даними перепису 2001 року:
| Мова       | Відсоток |
| ---------- | -------- |
| українська | 79,92 %  |
| циганська  | 11,36 %  |
| румунська  | 7,30 %   |
| угорська   | 1,22 %   |

## Туристичні місця
- урочищі Багно розташовувалися кургани (місцева назва — горбки) 
- Монастир та церква Успіння пр. богородиці. 1930-і.

## Примітки

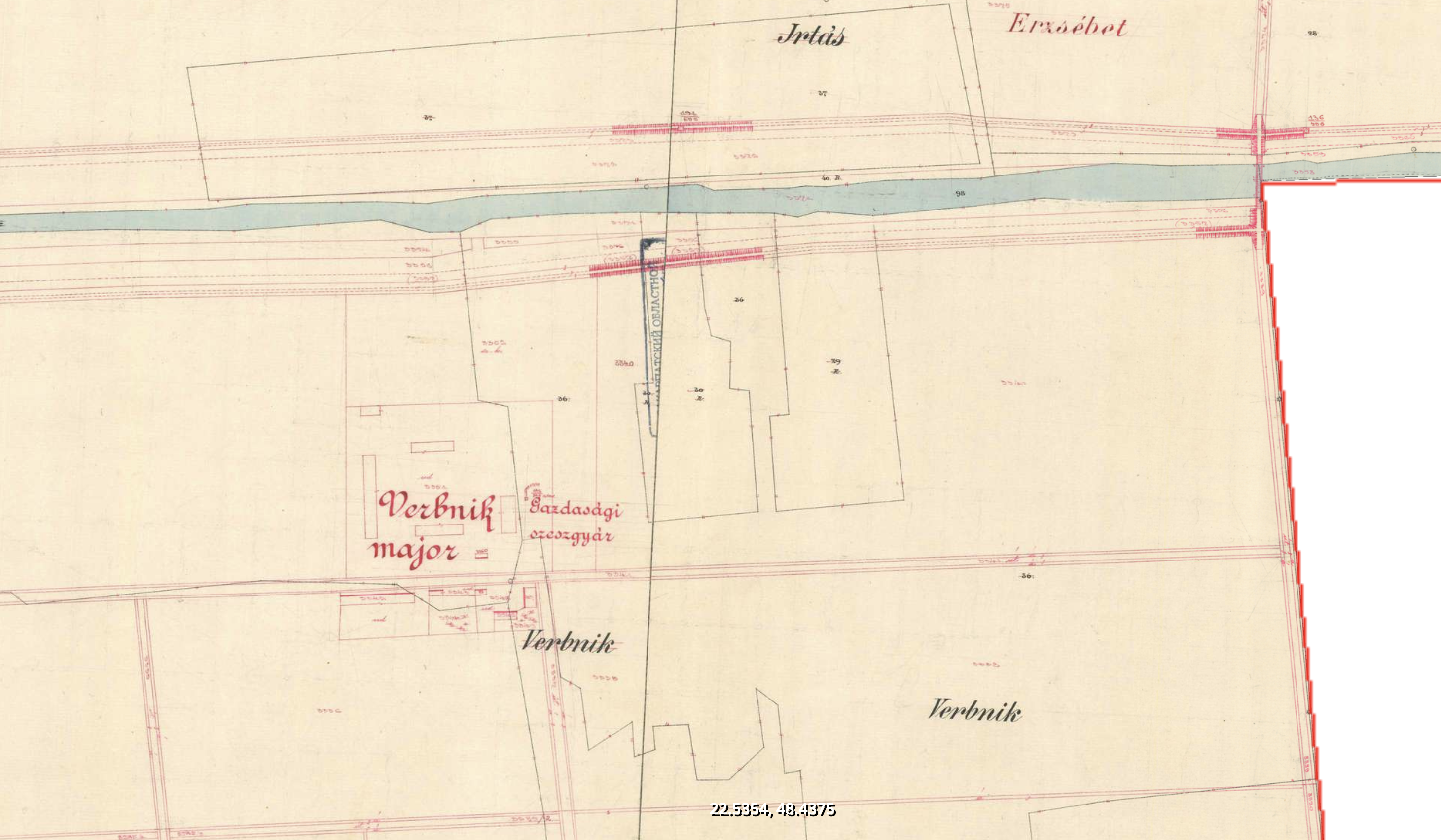

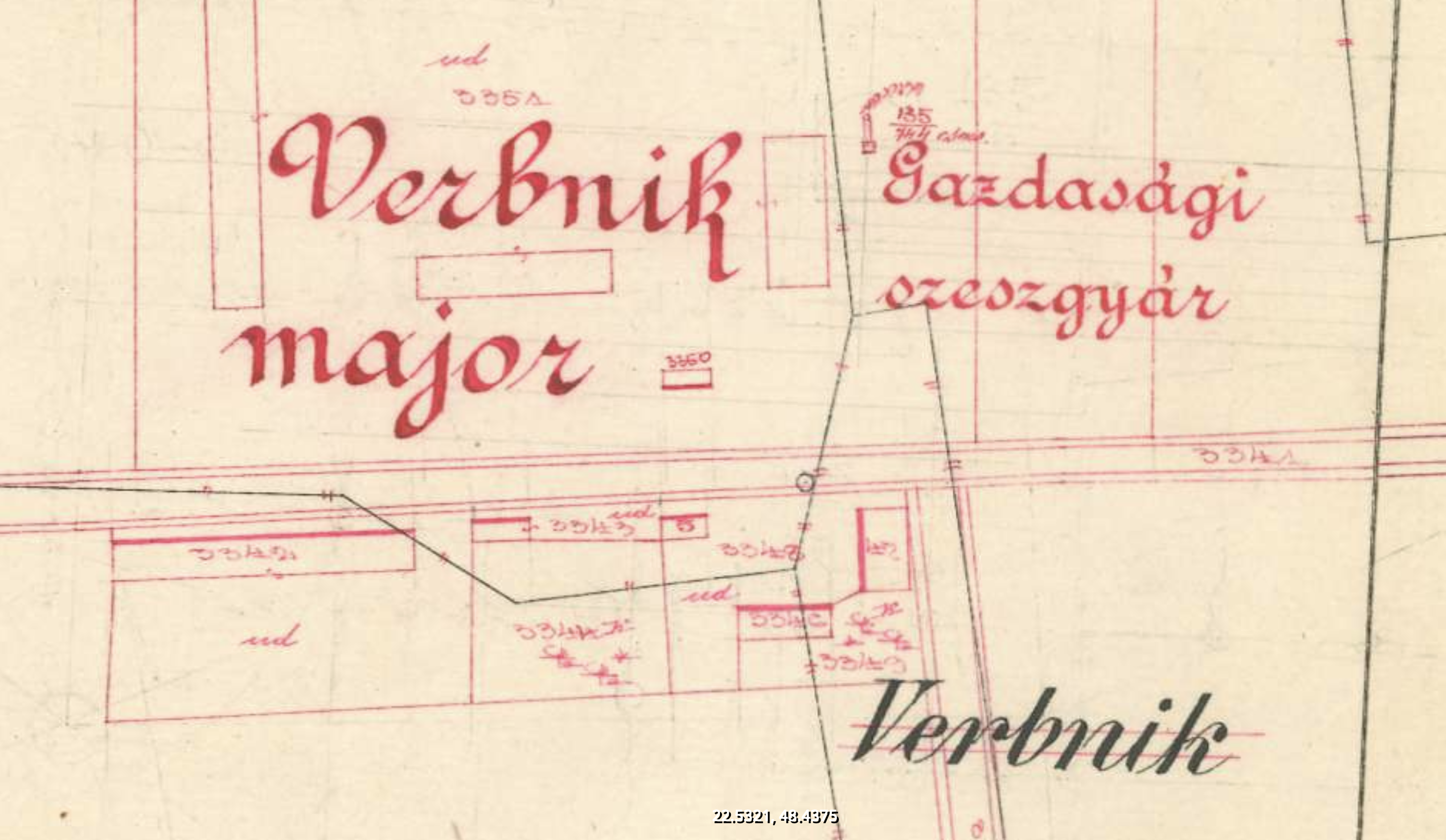